# Formule 1 in 1988

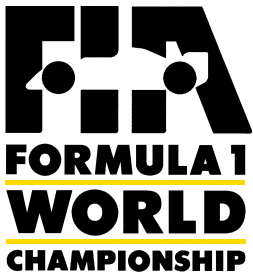
Formule 1 logo

Het Formule 1-seizoen 1988 was het 39ste FIA Formula One World Championship seizoen. Het begon op 3 april en eindigde op 13 november na zestien races.
Ayrton Senna werd voor het eerst wereldkampioen, hoewel hij minder punten behaalde dan Alain Prost. Het wereldkampioenschap werd echter beslist door de punten van de beste elf resultaten van het seizoen op te tellen.
McLaren domineerde het seizoen en won vijftien van de zestien races. Daarnaast scoorden Prost en Senna tienmaal een 1-2. Het was het laatste jaar dat de turbomotoren gebruikt mochten worden.

## Kalender
| GP nr. | Ronde | Grand Prix                      | Circuit                       | Plaats               | Datum        |
| ------ | ----- | ------------------------------- | ----------------------------- | -------------------- | ------------ |
| 453    | 1     | GP van Brazilië                 | Circuit van Jacarepagua       | Rio de Janeiro       | 3 april      |
| 454    | 2     | GP van San Marino               | Autodromo Enzo e Dino Ferrari | Imola                | 1 mei        |
| 455    | 3     | GP van Monaco                   | Circuit de Monaco             | Monte Carlo          | 15 mei       |
| 456    | 4     | GP van Mexico                   | Autódromo Hermanos Rodríguez  | Mexico-Stad          | 29 mei       |
| 457    | 5     | GP van Canada                   | Circuit Gilles Villeneuve     | Montreal (Quebec)    | 12 juni      |
| 458    | 6     | GP van de Verenigde Staten Oost | Stratencircuit Detroit        | Detroit (Michigan)   | 19 juni      |
| 459    | 7     | GP van Frankrijk                | Circuit Paul Ricard           | Le Castellet         | 3 juli       |
| 460    | 8     | GP van Groot-Brittannië         | Silverstone Circuit           | Silverstone          | 10 juli      |
| 461    | 9     | GP van Duitsland                | Hockenheimring                | Hockenheim           | 24 juli      |
| 462    | 10    | GP van Hongarije                | Hungaroring                   | Mogyoród             | 7 augustus   |
| 463    | 11    | GP van België                   | Circuit de Spa-Francorchamps  | Stavelot             | 28 augustus  |
| 464    | 12    | GP van Italië                   | Autodromo Nazionale Monza     | Monza                | 11 september |
| 465    | 13    | GP van Portugal                 | Autódromo do Estoril          | Estoril              | 25 september |
| 466    | 14    | GP van Spanje                   | Circuito Permanente de Jerez  | Jerez de la Frontera | 2 oktober    |
| 467    | 15    | GP van Japan                    | Circuit Suzuka                | Suzuka               | 30 oktober   |
| 468    | 16    | GP van Australië                | Stratencircuit van Adelaide   | Adelaide             | 13 november  |

### Afgelast
De Grand Prix van Oostenrijk, voorzien voor 14 oktober, ging niet door vanwege veiligheidsredenen. Het smalle rechte stuk was er de oorzaak van dat er twee herstarts nodig waren in 1987. Ook was er nog geen nieuwe asfaltlaag op het circuit aangebracht.

De Grand Prix van België werd van mei naar augustus verplaatst om het gat op te vullen en de Grand Prix van Mexico van oktober naar mei.

## Resultaten en klassement

### Grands Prix
| Ronde | Grand Prix                      | Poleposition   | Snelste ronde      | Winnende coureur | Winnende constructeur | Banden | Verslag |
| ----- | ------------------------------- | -------------- | ------------------ | ---------------- | --------------------- | ------ | ------- |
| 1     | GP van Brazilië                 | Ayrton Senna   | Gerhard Berger     | Alain Prost      | McLaren-Honda         | G      | Verslag |
| 2     | GP van San Marino               | Ayrton Senna   | Alain Prost        | Ayrton Senna     | McLaren-Honda         | G      | Verslag |
| 3     | GP van Monaco                   | Ayrton Senna   | Ayrton Senna       | Alain Prost      | McLaren-Honda         | G      | Verslag |
| 4     | GP van Mexico                   | Ayrton Senna   | Alain Prost        | Alain Prost      | McLaren-Honda         | G      | Verslag |
| 5     | GP van Canada                   | Ayrton Senna   | Ayrton Senna       | Ayrton Senna     | McLaren-Honda         | G      | Verslag |
| 6     | GP van de Verenigde Staten Oost | Ayrton Senna   | Alain Prost        | Ayrton Senna     | McLaren-Honda         | G      | Verslag |
| 7     | GP van Frankrijk                | Alain Prost    | Alain Prost        | Alain Prost      | McLaren-Honda         | G      | Verslag |
| 8     | GP van Groot-Brittannië         | Gerhard Berger | Nigel Mansell      | Ayrton Senna     | McLaren-Honda         | G      | Verslag |
| 9     | GP van Duitsland                | Ayrton Senna   | Alessandro Nannini | Ayrton Senna     | McLaren-Honda         | G      | Verslag |
| 10    | GP van Hongarije                | Ayrton Senna   | Alain Prost        | Ayrton Senna     | McLaren-Honda         | G      | Verslag |
| 11    | GP van België                   | Ayrton Senna   | Gerhard Berger     | Ayrton Senna     | McLaren-Honda         | G      | Verslag |
| 12    | GP van Italië                   | Ayrton Senna   | Michele Alboreto   | Gerhard Berger   | Ferrari               | G      | Verslag |
| 13    | GP van Portugal                 | Alain Prost    | Gerhard Berger     | Alain Prost      | McLaren-Honda         | G      | Verslag |
| 14    | GP van Spanje                   | Ayrton Senna   | Alain Prost        | Alain Prost      | McLaren-Honda         | G      | Verslag |
| 15    | GP van Japan                    | Ayrton Senna   | Ayrton Senna       | Ayrton Senna     | McLaren-Honda         | G      | Verslag |
| 16    | GP van Australië                | Ayrton Senna   | Alain Prost        | Alain Prost      | McLaren-Honda         | G      | Verslag |

### Puntentelling
Punten worden toegekend aan de top zes geklasseerde coureurs. 
| Positie | 01e0 | 02e0 | 03e0 | 04e0 | 05e0 | 06e0 |
| Punten  | 9    | 6    | 4    | 3    | 2    | 1    |

### Klassement bij de coureurs
De elf beste resultaten van alle wedstrijden tellen mee voor de eindstand. Bij "Punten" staan de getelde kampioenschapspunten gevolgd door de totaal behaalde punten tussen haakjes.
| Pos. | Nr. | Coureur               | Constructeur                   | Grands Prix | Grands Prix | Grands Prix | Grands Prix | Grands Prix | Grands Prix | Grands Prix | Grands Prix | Grands Prix | Grands Prix | Grands Prix | Grands Prix | Grands Prix | Grands Prix | Grands Prix | Grands Prix | Punten   |
| Pos. | Nr. | Coureur               | Constructeur                   | BRA         | SMR         | MON         | MEX         | CAN         | VSO         | FRA         | GBR         | DUI         | HON         | BEL         | ITA         | POR         | SPA         | JPN         | AUS         | Punten   |
| ---- | --- | --------------------- | ------------------------------ | ----------- | ----------- | ----------- | ----------- | ----------- | ----------- | ----------- | ----------- | ----------- | ----------- | ----------- | ----------- | ----------- | ----------- | ----------- | ----------- | -------- |
| 1    | 12  | Ayrton Senna          | McLaren-Honda                  | DSQP        | 1P          | DNFPS0      | 2P          | 1PS0        | 1P          | 2           | 1           | 1P          | 1P          | 1P          | 10†P        | (6)         | (4)P        | 1PS0        | 2P          | 90 (94)  |
| 2    | 11  | Alain Prost           | McLaren-Honda                  | 1           | 2S          | 1           | 1S          | 2           | 2S          | 1PS0        | DNF         | 2           | (2)S        | (2)         | DNF         | 1P          | 1S          | (2)         | 1S          | 87 (105) |
| 3    | 28  | Gerhard Berger        | Ferrari                        | 2S          | 5           | 2           | 3           | DNF         | DNF         | 4           | 9P          | 3           | 4           | DNFS        | 1           | DNFS        | 6           | 4           | DNF         | 41       |
| 4    | 20  | Thierry Boutsen       | Benetton-Ford                  | 7           | 4           | 8           | 8           | 3           | 3           | DNF         | DNF         | 6           | 3           | DSQ         | 6           | 3           | 9           | 3           | 5           | 27       |
| 5    | 27  | Michele Alboreto      | Ferrari                        | 5           | 18†         | 3           | 4           | DNF         | DNF         | 3           | 17†         | 4           | DNF         | DNF         | 2S          | 5           | DNF         | 11          | DNF         | 24       |
| 6    | 1   | Nelson Piquet         | Lotus-Honda                    | 3           | 3           | DNF         | DNF         | 4           | DNF         | 5           | 5           | DNF         | 8           | 4           | DNF         | DNF         | 8           | DNF         | 3           | 22       |
| 7    | 16  | Ivan Capelli          | March-Judd                     | DNF         | DNF         | 10          | 16          | 5           | DNS         | 9           | DNF         | 5           | DNF         | 3           | 5           | 2           | DNF         | DNF         | 6           | 17       |
| 8    | 17  | Derek Warwick         | Arrows                         | 4           | 9           | 4           | 5           | 7           | DNF         | DNF         | 6           | 7           | DNF         | 5           | 4           | 4           | DNF         | DNF         | DNF         | 17       |
| 9    | 5   | Nigel Mansell         | Williams                       | DNF         | DNF         | DNF         | DNF         | DNF         | DNF         | DNF         | 2S          | DNF         | DNF         |             |             | DNF         | 2           | DNF         | DNF         | 12       |
| 10   | 19  | Alessandro Nannini    | Benetton-Ford                  | DNF         | 6           | DNF         | 7           | DNF         | DNF         | 6           | 3           | 18S         | DNF         | DSQ         | 9           | DNF         | 3           | 5           | DNF         | 12       |
| 11   | 6   | Riccardo Patrese      | Williams-Judd                  | DNF         | 13          | 6           | DNF         | DNF         | DNF         | DNF         | 8           | DNF         | 6           | DNF         | 7           | DNF         | 5           | 6           | 4           | 8        |
| 12   | 18  | Eddie Cheever         | Arrows                         | 8           | 7           | DNF         | 6           | DNF         | DNF         | 11          | 7           | 10          | DNF         | 6           | 3           | DNF         | DNF         | DNF         | DNF         | 6        |
| 13   | 15  | Mauricio Gugelmin     | March-Judd                     | DNF         | 15          | DNF         | DNF         | DNF         | DNF         | 8           | 4           | 8           | 5           | DNF         | 8           | DNF         | 7           | 10          | DNF         | 5        |
| 14   | 3   | Jonathan Palmer       | Tyrrell-Ford                   | DNF         | 14          | 5           | DNQ         | 6           | 5           | DNF         | DNF         | 11          | DNF         | 12†         | DNQ         | DNF         | DNF         | 12          | DNF         | 5        |
| 15   | 22  | Andrea de Cesaris     | Rial-Ford                      | DNF         | DNF         | DNF         | DNF         | 9†          | 4           | 10          | DNF         | 13          | DNF         | DNF         | DNF         | DNF         | DNF         | DNF         | 8†          | 3        |
| 16   | 2   | Satoru Nakajima       | Lotus-Honda                    | 6           | 8           | DNQ         | DNF         | 11          | DNQ         | 7           | 10          | 9           | 7           | DNF         | DNF         | DNF         | DNF         | 7           | DNF         | 1        |
| 17   | 23  | Pierluigi Martini     | Minardi-Ford                   |             |             |             |             |             | 6           | 15          | 15          | DNQ         | DNF         | DNQ         | DNF         | DNF         | DNF         | 13          | 7           | 1        |
| 18   | 29  | Yannick Dalmas        | Lola-Ford (Larrousse)          | DNF         | 12          | 7           | 9           | DNQ         | 7           | 13          | 13          | 19†         | 9           | DNF         | DNF         | DNF         | 11          |             |             | 0        |
| 19   | 36  | Alex Caffi            | Dallara-Ford (Scuderia Italia) | DNPQ        | DNF         | DNF         | DNF         | DNPQ        | 8           | 12          | 11          | 15          | DNF         | 8           | DNF         | 7           | 10          | DNF         | DNF         | 0        |
| 20   | 5   | Martin Brundle        | Williams-Judd                  |             |             |             |             |             |             |             |             |             |             | 7           |             |             |             |             |             | 0        |
| 21   | 14  | Philippe Streiff      | AGS-Ford                       | DNF         | 10          | DNF         | 12          | DNF         | DNF         | DNF         | DNF         | DNF         | DNF         | 10          | DNF         | 9           | DNF         | 8           | 11†         | 0        |
| 22   | 24  | Luis Perez-Sala       | Minardi-Ford                   | DNF         | 11          | DNF         | 11          | 13          | DNF         | NC          | DNF         | DNQ         | 10          | DNQ         | DNF         | 8           | 12          | 15          | DNF         | 0        |
| 23   | 31  | Gabriele Tarquini     | Coloni-Ford                    | DNF         | DNF         | DNF         | 14          | 8           | DNPQ        | DNPQ        | DNPQ        | DNPQ        | 13          | DNF         | DNQ         | 11          | DNPQ        | DNPQ        | DNQ         | 0        |
| 24   | 30  | Philippe Alliot       | Lola-Ford (Larrousse)          | DNF         | 17          | DNF         | DNF         | 10†         | DNF         | DNF         | 14          | DNF         | 12          | 9           | DNF         | DNF         | 14          | 9           | 10†         | 0        |
| 25   | 26  | Stefan Johansson      | Ligier-Judd                    | 9           | DNQ         | DNF         | 10          | DNF         | DNF         | DNQ         | DNQ         | DNQ         | DNF         | 11†         | DNQ         | DNF         | DNF         | DNQ         | 9†          | 0        |
| 26   | 4   | Julian Bailey         | Tyrrell-Ford                   | DNQ         | DNF         | DNQ         | DNQ         | DNF         | 9†          | DNQ         | 16          | DNQ         | DNQ         | DNQ         | 12          | DNQ         | DNQ         | 14          | DNQ         | 0        |
| 27   | 21  | Nicola Larini         | Osella                         | DNQ         | EX          | 9           | DNQ         | DNQ         | DNF         | DNF         | 19†         | DNF         | DNPQ        | DNF         | DNF         | 12          | DNF         | DNF         | DNPQ        | 0        |
| 28   | 25  | René Arnoux           | Ligier-Judd                    | DNF         | DNQ         | DNF         | DNF         | DNF         | DNF         | DNQ         | 18          | 17          | DNF         | DNF         | 13          | 10          | DNF         | 17          | DNF         | 0        |
| 29   | 33  | Stefano Modena        | EuroBrun-Ford                  | DNF         | NC          | EX          | EX          | 12          | DNF         | 14          | 12          | DNF         | 11          | DNQ         | DNQ         | DNQ         | 13          | DNQ         | DNF         | 0        |
| 30   | 5   | Jean-Louis Schlesser  | Williams-Judd                  |             |             |             |             |             |             |             |             |             |             |             | 11          |             |             |             |             | 0        |
| 31   | 10  | Bernd Schneider       | Zakspeed                       | DNQ         | DNQ         | DNQ         | DNF         | DNQ         | DNQ         | DNF         | DNQ         | 12          | DNQ         | 13†         | DNF         | DNQ         | DNQ         | DNF         | DNQ         | 0        |
| 32   | 32  | Oscar Larrauri        | EuroBrun-Ford                  | DNF         | DNQ         | DNF         | 13          | DNF         | DNF         | DNF         | DNQ         | 16          | DNQ         | DNPQ        | DNPQ        | DNPQ        | DNQ         | DNQ         | DNF         | 0        |
| 33   | 9   | Piercarlo Ghinzani    | Zakspeed                       | DNQ         | DNF         | DNF         | 15          | 14†         | DNQ         | EX          | DNQ         | 14          | DNQ         | DNF         | DNF         | DNQ         | DNQ         | DNQ         | DNF         | 0        |
| 34   | 23  | Adrián Campos         | Minardi-Ford                   | DNF         | 16          | DNQ         | DNQ         | DNQ         |             |             |             |             |             |             |             |             |             |             |             | 0        |
| 35   | 29  | Aguri Suzuki          | Lola-Ford (Larrousse)          |             |             |             |             |             |             |             |             |             |             |             |             |             |             | 16          |             | 0        |
| −    | 29  | Pierre-Henri Raphanel | Lola-Ford (Larrousse)          |             |             |             |             |             |             |             |             |             |             |             |             |             |             |             | DNQ         | 0        |
| Pos. | Nr. | Coureur               | Constructeur                   | BRA         | SMR         | MON         | MEX         | CAN         | VSO         | FRA         | GBR         | DUI         | HON         | BEL         | ITA         | POR         | SPA         | JPN         | AUS         | Punten   |
| Pos. | Nr. | Coureur               | Constructeur                   | Grands Prix |             |             |             |             |             |             |             |             |             |             |             |             |             |             |             | Punten   |

| Resultaat                      |
| ------------------------------ |
| Winnaar                        |
| Tweede plaats                  |
| Derde plaats                   |
| Gefinisht (punten)             |
| Gefinisht (geen punten)        |
| Niet geklasseerd (NC)          |
| Uitgevallen (DNF)              |
| Niet gekwalificeerd (DNQ)      |
| Niet gepre-kwalificeerd (DNPQ) |
| Gediskwalificeerd (DSQ)        |
| Niet gestart (DNS)             |
| Gewond (INJ)                   |
| Uitgesloten (EX)               |
| Teruggetrokken (WD)            |
| Niet deelgenomen (blanco cel)  |
| P Pole position                |
| S Snelste ronde                |

† — Coureur is niet gefinisht in de GP, maar heeft wel 90% van de race-afstand afgelegd, waardoor hij als geklasseerd genoteerd staat.

### Klassement bij de constructeurs
| Pos. | Constructeur                   | Nr. | Grands Prix | Grands Prix | Grands Prix | Grands Prix | Grands Prix | Grands Prix | Grands Prix | Grands Prix | Grands Prix | Grands Prix | Grands Prix | Grands Prix | Grands Prix | Grands Prix | Grands Prix | Grands Prix | Punten |
| Pos. | Constructeur                   | Nr. | BRA         | SMR         | MON         | MEX         | CAN         | VSO         | FRA         | GBR         | DUI         | HON         | BEL         | ITA         | POR         | SPA         | JPN         | AUS         | Punten |
| ---- | ------------------------------ | --- | ----------- | ----------- | ----------- | ----------- | ----------- | ----------- | ----------- | ----------- | ----------- | ----------- | ----------- | ----------- | ----------- | ----------- | ----------- | ----------- | ------ |
| 1    | McLaren-Honda                  | 11  | 1           | 2S          | 1           | 1S          | 2           | 2S          | 1PS0        | DNF         | 2           | 2S          | 2           | DNF         | 1P          | 1S          | 2           | 1S          | 199    |
| 1    | McLaren-Honda                  | 12  | DSQP        | 1P          | DNFPS0      | 2P          | 1PS0        | 1P          | 2           | 1           | 1P          | 1P          | 1P          | 10†P        | 6           | 4P          | 1PS0        | 2P          | 199    |
| 2    | Ferrari                        | 27  | 5           | 18†         | 3           | 4           | DNF         | DNF         | 3           | 17†         | 4           | DNF         | DNF         | 2S          | 5           | DNF         | 11          | DNF         | 65     |
| 2    | Ferrari                        | 28  | 2S          | 5           | 2           | 3           | DNF         | DNF         | 4           | 9P          | 3           | 4           | DNFS        | 1           | DNFS        | 6           | 4           | DNF         | 65     |
| 3    | Benetton-Ford                  | 19  | DNF         | 6           | DNF         | 7           | DNF         | DNF         | 6           | 3           | 18S         | DNF         | DSQ         | 9           | DNF         | 3           | 5           | DNF         | 39     |
| 3    | Benetton-Ford                  | 20  | 7           | 4           | 8           | 8           | 3           | 3           | DNF         | DNF         | 6           | 3           | DSQ         | 6           | 3           | 9           | 3           | 5           | 39     |
| 4    | Arrows-Megatron                | 17  | 4           | 9           | 4           | 5           | 7           | DNF         | DNF         | 6           | 7           | DNF         | 5           | 4           | 4           | DNF         | DNF         | DNF         | 23     |
| 4    | Arrows-Megatron                | 18  | 8           | 7           | DNF         | 6           | DNF         | DNF         | 11          | 7           | 10          | DNF         | 6           | 3           | DNF         | DNF         | DNF         | DNF         | 23     |
| 5    | Lotus-Honda                    | 1   | 3           | 3           | DNF         | DNF         | 4           | DNF         | 5           | 5           | DNF         | 8           | 4           | DNF         | DNF         | 8           | DNF         | 3           | 23     |
| 5    | Lotus-Honda                    | 2   | 6           | 8           | DNQ         | DNF         | 11          | DNQ         | 7           | 10          | 9           | 7           | DNF         | DNF         | DNF         | DNF         | 7           | DNF         | 23     |
| 6    | March-Judd                     | 15  | DNF         | 15          | DNF         | DNF         | DNF         | DNF         | 8           | 4           | 8           | 5           | DNF         | 8           | DNF         | 7           | 10          | DNF         | 22     |
| 6    | March-Judd                     | 16  | DNF         | DNF         | 10          | 16          | 5           | DNS         | 9           | DNF         | 5           | DNF         | 3           | 5           | 2           | DNF         | DNF         | 6           | 22     |
| 7    | Williams-Judd                  | 5   | DNF         | DNF         | DNF         | DNF         | DNF         | DNF         | DNF         | 2S          | DNF         | DNF         | 7           | 11          | DNF         | 2           | DNF         | DNF         | 20     |
| 7    | Williams-Judd                  | 6   | DNF         | 13          | 6           | DNF         | DNF         | DNF         | DNF         | 8           | DNF         | 6           | DNF         | 7           | DNF         | 5           | 6           | 4           | 20     |
| 8    | Tyrrell-Ford                   | 3   | DNF         | 14          | 5           | DNQ         | 6           | 5           | DNF         | DNF         | 11          | DNF         | 12†         | DNQ         | DNF         | DNF         | 12          | DNF         | 5      |
| 8    | Tyrrell-Ford                   | 4   | DNQ         | DNF         | DNQ         | DNQ         | DNF         | 9†          | DNQ         | 16          | DNQ         | DNQ         | DNQ         | 12          | DNQ         | DNQ         | 14          | DNQ         | 5      |
| 9    | Rial-Ford                      | 22  | DNF         | DNF         | DNF         | DNF         | 9†          | 4           | 10          | DNF         | 13          | DNF         | DNF         | DNF         | DNF         | DNF         | DNF         | 8†          | 3      |
| 10   | Minardi-Ford                   | 23  | DNF         | 16          | DNQ         | DNQ         | DNQ         | 6           | 15          | 15          | DNQ         | DNF         | DNQ         | DNF         | DNF         | DNF         | 13          | 7           | 1      |
| 10   | Minardi-Ford                   | 24  | DNF         | 11          | DNF         | 11          | 13          | DNF         | NC          | DNF         | DNQ         | 10          | DNQ         | DNF         | 8           | 12          | 15          | DNF         | 1      |
| 11   | Lola-Ford (Larrousse)          | 29  | DNF         | 12          | 7           | 9           | DNQ         | 7           | 13          | 13          | 19†         | 9           | DNF         | DNF         | DNF         | 11          | 16          | DNQ         | 0      |
| 11   | Lola-Ford (Larrousse)          | 30  | DNF         | 17          | DNF         | DNF         | 10†         | DNF         | DNF         | 14          | DNF         | 12          | 9           | DNF         | DNF         | 14          | 9           | 10†         | 0      |
| 12   | Dallara-Ford (Scuderia Italia) | 36  | DNPQ        | DNF         | DNF         | DNF         | DNPQ        | 8           | 12          | 11          | 15          | DNF         | 8           | DNF         | 7           | 10          | DNF         | DNF         | 0      |
| 13   | AGS-Ford                       | 14  | DNF         | 10          | DNF         | 12          | DNF         | DNF         | DNF         | DNF         | DNF         | DNF         | 10          | DNF         | 9           | DNF         | 8           | 11†         | 0      |
| 14   | Osella-Ford                    | 31  | DNF         | DNF         | DNF         | 14          | 8           | DNPQ        | DNPQ        | DNPQ        | DNPQ        | 13          | DNF         | DNQ         | 11          | DNPQ        | DNPQ        | DNQ         | 0      |
| 15   | Ligier-Judd                    | 25  | DNF         | DNQ         | DNF         | DNF         | DNF         | DNF         | DNQ         | 18          | 17          | DNF         | DNF         | 13          | 10          | DNF         | 17          | DNF         | 0      |
| 15   | Ligier-Judd                    | 26  | 9           | DNQ         | DNF         | 10          | DNF         | DNF         | DNQ         | DNQ         | DNQ         | DNF         | 11†         | DNQ         | DNF         | DNF         | DNQ         | 9†          | 0      |
| 16   | Osella                         | 21  | DNQ         | EX          | 9           | DNQ         | DNQ         | DNF         | DNF         | 19†         | DNF         | DNPQ        | DNF         | DNF         | 12          | DNF         | DNF         | DNPQ        | 0      |
| 17   | EuroBrun-Ford                  | 32  | DNF         | DNQ         | DNF         | 13          | DNF         | DNF         | DNF         | DNQ         | 16          | DNQ         | DNPQ        | DNPQ        | DNPQ        | DNQ         | DNQ         | DNF         | 0      |
| 17   | EuroBrun-Ford                  | 33  | DNF         | NC          | EX          | EX          | 12          | DNF         | 14          | 12          | DNF         | 11          | DNQ         | DNQ         | DNQ         | 13          | DNQ         | DNF         | 0      |
| 18   | Zakspeed                       | 9   | DNQ         | DNF         | DNF         | 15          | 14†         | DNQ         | EX          | DNQ         | 14          | DNQ         | DNF         | DNF         | DNQ         | DNQ         | DNQ         | DNF         | 0      |
| 18   | Zakspeed                       | 10  | DNQ         | DNQ         | DNQ         | DNF         | DNQ         | DNQ         | DNF         | DNQ         | 12          | DNQ         | 13†         | DNF         | DNQ         | DNQ         | DNF         | DNQ         | 0      |
| Pos. | Constructeur                   | Nr. | BRA         | SMR         | MON         | MEX         | CAN         | VSO         | FRA         | GBR         | DUI         | HON         | BEL         | ITA         | POR         | SPA         | JPN         | AUS         | Punten |
| Pos. | Constructeur                   | Nr. | Grands Prix |             |             |             |             |             |             |             |             |             |             |             |             |             |             |             | Punten |

| Resultaat                      |
| ------------------------------ |
| Winnaar                        |
| Tweede plaats                  |
| Derde plaats                   |
| Gefinisht (punten)             |
| Gefinisht (geen punten)        |
| Niet geklasseerd (NC)          |
| Uitgevallen (DNF)              |
| Niet gekwalificeerd (DNQ)      |
| Niet gepre-kwalificeerd (DNPQ) |
| Gediskwalificeerd (DSQ)        |
| Niet gestart (DNS)             |
| Gewond (INJ)                   |
| Uitgesloten (EX)               |
| Teruggetrokken (WD)            |
| Niet deelgenomen (blanco cel)  |
| P Pole position                |
| S Snelste ronde                |

† — Coureur is niet gefinisht in de GP, maar heeft wel 90% van de race-afstand afgelegd, waardoor hij als geklasseerd genoteerd staat.
1950 · 1951 · 1952 · 1953 · 1954 · 1955 · 1956 · 1957 · 1958 · 1959 · 1960 · 1961 · 1962 · 1963 · 1964 · 1965 · 1966 · 1967 · 1968 · 1969 · 1970 · 1971 · 1972 · 1973 · 1974 · 1975 · 1976 · 1977 · 1978 · 1979 · 1980 · 1981 · 1982 · 1983 · 1984 · 1985 · 1986 · 1987 · 1988 · 1989 · 1990 · 1991 · 1992 · 1993 · 1994 · 1995 · 1996 · 1997 · 1998 · 1999 · 2000 · 2001 · 2002 · 2003 · 2004 · 2005 · 2006 · 2007 · 2008 · 2009 · 2010 · 2011 · 2012 · 2013 · 2014 · 2015 · 2016 · 2017 · 2018 · 2019 · 2020 · 2021 · 2022 · 2023 · 2024 · 2025 · 2026 
 Lijst van Formule 1 Grand Prix-wedstrijden